# Under lysande måne
Under lysande måne är den tredje boken i serien Sagan om klanen Otori. Bokserien är skriven av Gillian Rubinstein under hennes pseudonym Lian Hearn, och Under lysande måne utgavs på svenska av Bonnier Carlsen år 2005. Boken var till en början planerad att bli en trilogi tillsammans med Över näktergalens golv och På kudde av gräs, men även en fjärde och en femte bok har kommit ut; Vid hägerns skarpa skri och Och himlens vida väv.